# Liste der Naturdenkmale in Geseke
Die Liste der Naturdenkmale in Geseke nennt die Naturdenkmale in Geseke im Kreis Soest in Nordrhein-Westfalen.

## Naturdenkmale
| Nummer   | Bezeichnung                                                 | Gemarkung     | Lage | Bemerkung                                                                            | Bild                    |
| -------- | ----------------------------------------------------------- | ------------- | --- | ------------------------------------------------------------------------------------ | ----------------------- |
| A-Ge-001 | 3 Linden (Siechenlinden)                                    | Geseke        | (51° 37′ 48,2″ N, 8° 29′ 23,7″ O) |                                                                                      | Siechenlinden           |
| A-Ge-003 | Doline „Beim Fliegenbusch“                                  | Geseke        | (51° 38′ 7,5″ N, 8° 34′ 36,3″ O) |                                                                                      |                         |
| A-Ge-005 | Hölterlinde                                                 | Geseke        | (51° 37′ 39,5″ N, 8° 32′ 25″ O) |                                                                                      | Hölterlinde             |
| A-Ge-006 | 1 Buche (†), (Antoniusbildstock, „Hüstenhilligenstämmeken“) | Geseke        | (51° 37′ 48,3″ N, 8° 31′ 46,7″ O) | Abgestorben                                                                          | Hüstenhilligenstämmeken |
| A-Ge-007 | Völsmer Linden (drei)                                       | Störmede      | (51° 36′ 51,4″ N, 8° 26′ 37″ O) | Teil des Dorfrundgangs Volkesmar                                                     | Völsmer Linden          |
| A-Ge-011 | Sumpflinde                                                  | Geseke        | (51° 35′ 51,4″ N, 8° 28′ 56,6″ O) |                                                                                      |                         |
| C.3.06   | 2 Rosskastanien (Aesculus hippocastanum)                    | Mönninghausen | Am Haunstweg westlich der Ortslage Mönninghausen; Flur 2, Flurstück 31 (51° 40′ 29,6″ N, 8° 26′ 32,5″ O)                                                            | Markante Baumgruppe aus 2 Rosskastanien mit einem Feldkreuz in der offenen Feldflur. |                         |
| C.3.07   | 2 Winterlinden (Tilia cordata)                              | Geseke        | Im Kreuzungsbereich der Landstrasse L 749 (Bönninghauser Strasse) und dem Merschweg nordwestlich von Geseke; Flur 7, Flurstück 50 (51° 39′ 36,1″ N, 8° 29′ 23,7″ O) | Gruppe aus zwei Winterlinden, sog. Noltenlinde.                                      | Noltenlinde             |
| C.3.08   | 1 Winterlinde (Tilia cordata)                               | Geseke        | Wenige hundert Meter außerhalb der Stadt Geseke an der Landstrasse L 749; Flur 6, Flurstück 34 (51° 39′ 8,3″ N, 8° 29′ 51″ O)                                       | Prägender Einzelbaum mit einem Bildstock, sog. Heringer Linde.                       | Heringer Linde          |
| C.3.09   | 1 Winterlinde (Tilia cordata)                               | Geseke        | Vor dem Hof Linneweber an der Völmeder Str. 76 in Geseke; Flur 14, Flurstück 160 (51° 38′ 50,5″ N, 8° 31′ 38,2″ O)                                                  | Prägender Einzelbaum mit einem Bildstock, sog. Stelpersiechenlinde.                  | Stelpersiechenlinde     |
| C.3.10   | 2 Winterlinden (Tilia cordata)                              | Langeneicke   | An der Landstrasse L 875 in der offenen Feldflur westlich der Ortslage Langeneicke; Flur 3, Flurstück 92 (51° 38′ 4,5″ N, 8° 25′ 34″ O)                             | Markante Gruppe aus zwei Winterlinden am Weg.                                        |                         |